# Bogi Løkin
Bogi Løkin (ur. 22 października 1988 na Wyspach Owczych) – piłkarz farerski, występujący na pozycji pomocnika w klubie NSÍ Runavík z miejscowości o tej samej nazwie. Gracz ten jest synem Abrahama Løkina, urodzonego jako Abraham Hansen, byłego zawodnika, rozgrywającego mecze w barwach archipelagu Wysp Owczych.

## Kariera piłkarska
Od początku swej piłkarskiej kariery, w 2005 roku, Bogi Løkin rozgrywał mecze w klubie NSÍ Runavík, na pozycji ofensywnego pomocnika. Swój pierwszy mecz w pierwszej lidze zawodnik ten rozegrał 29 maja 2005 w jedenastej kolejce sezonu 2005, wchodząc w 80. minucie na boisko, za Einara Hansena. Od pierwszych minut meczu zaczął się pojawiać od 16. kolejki pierwszej ligi, by w 18. zniknąć na kilka spotkań i pojawić się ponownie w 22. znów na ławce rezerwowych. W sumie zawodnik ten rozegrał w swym pierwszym sezonie 10 meczów ligowych, nie zdobył żadnej bramki, a jego zespół skończył na czwartym miejscu w lidze.
Po pierwszym sezonie, Løkin stał się głównym zawodnikiem swej drużyny. W przeciągu całego sezonu 2006 Formuladeildin opuścił tylko jedno spotkanie, występując w pozostałych 26. Swą pierwszą bramkę, zarówno dla NSÍ Runavík, jak i w ogóle w karierze ligowej, zdobył w drugiej kolejce, 9 kwietnia 2006, w wygranym 5-2 meczu wyjazdowym przeciwko VB/Sumba. Zawodnik ten zakończył sezon 2006 z 26 spotkaniami ligowymi na koncie i czterema strzelonymi bramkami, a także z dwoma meczami pucharowymi. NSÍ Runavík odpadł bowiem w ćwierćfinale rozgrywek, ulegając 0-1 zespołowi Skála ÍF.
Kolejny sezon (2007) zaczął się absencją Bogiego Løkina na kilku pierwszych meczach. Dopiero później ten zawodnik grał bardziej regularnie. Zagrał w sumie 24 z 27 meczów ligowych, zdobywając kolejne cztery bramki. Jego zespół zajął pierwsze miejsce w tabeli, co było także zasługą tego zawodnika. Rozgrywki pucharowe po raz kolejny nie potoczyły się po myśli graczy NSÍ Runavík, przegrali w drugiej rundzie ze stołecznym HB Tórshavn 1:2.
W sezonie 2008, trwającym od 29 marca do 25 października, Bogi Løkin grał we wszystkich dwudziestu siedmiu spotkaniach ligowych, a także jednym pucharowym (jego zespół odpadł w pierwszej rundzie, ulegając EB/Streymur 0:1). Løkin wystąpił także w dwóch spotkaniach w ramach eliminacji do Ligi Mistrzów UEFA 2008/2009. Farerski klub zmierzył się z gruzińskim Dinamo Tbilisi, ulegając w pierwszym meczu na wyjeździe 3:0, a niewielkie zwycięstwo na własnym stadionie 1:0 oznaczało dla Farerczyków koniec walki o miejsce w Lidze Mistrzów.

### Kariera reprezentacyjna
Bogi Løkin po raz pierwszy został wcielony w skład reprezentacji Wysp Owczych w roku 2008. Na boisku pojawił się w 54. minucie meczu towarzyskim przeciwko Portugalii, który jego drużyna przegrała 5-0. Następnym etapem były rozgrywki pierwszej serii meczów eliminacyjnych do Mistrzostw Świata 2010. Były to cztery spotkania, kolejno z Serbią, Rumunią, Austrią oraz Litwą. Løkin wystąpił w każdym z nich. W porównaniu do poprzednich lat jego drużyna pokazała się w tych meczach z lepszej strony, przegrywając trzy mecze niskimi wynikami (najwyższy 0:2 z Serbią). Jeden remis padł w spotkaniu z Austrią, kiedy Bogi Løkin, w 46 minucie pokonał bramkarza gości, zdobywając swoją pierwsza bramkę w karierze reprezentacyjnej.